# 胡志明市大劇院

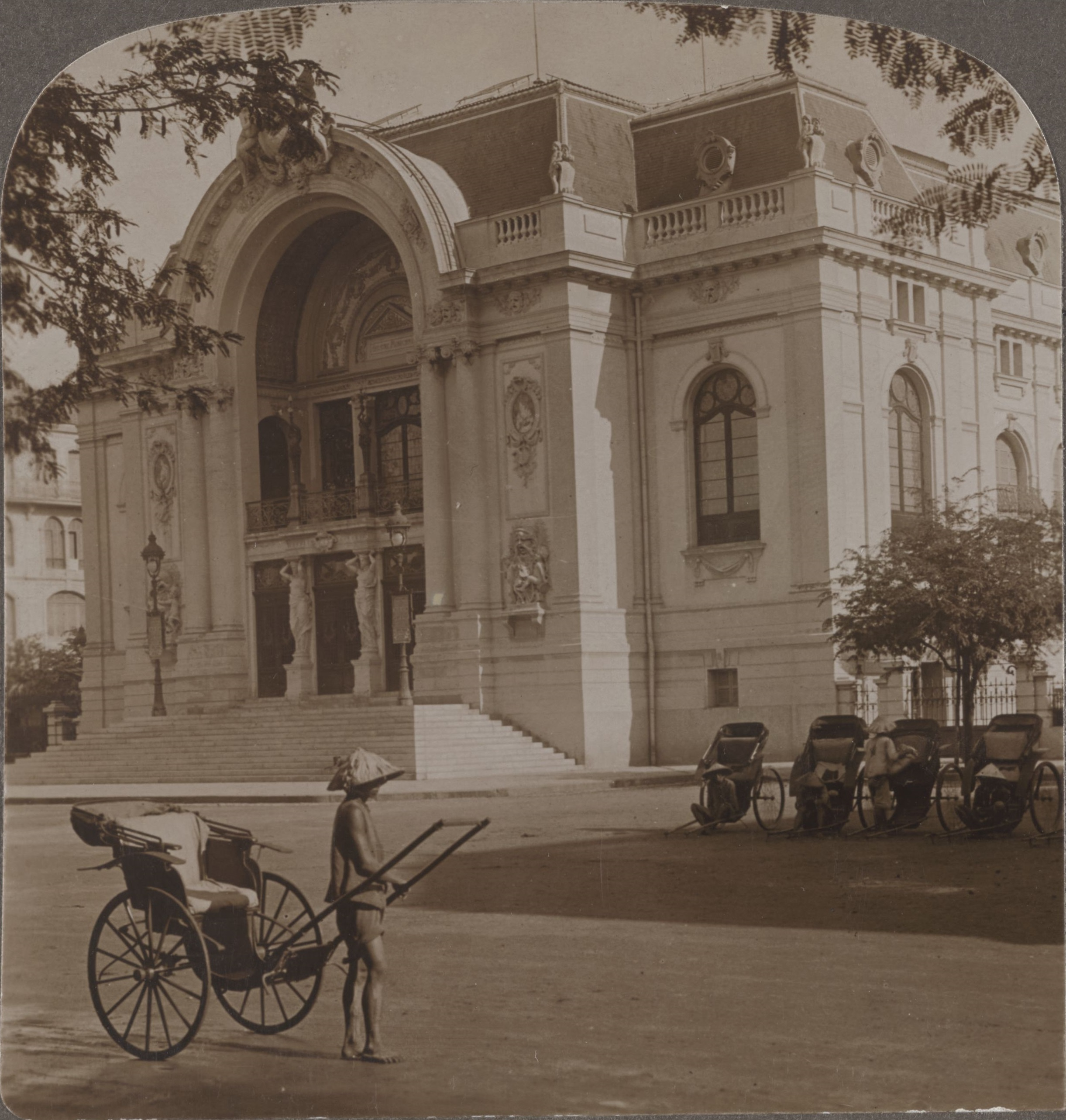
大劇院1915年時的樣子

胡志明市大劇院（越南语：／）是一座位於胡志明市市中心第一郡的劇院。
這座劇院由法國建築師Félix Ollivier、Ernest Guichard和Eugène Ferret人修建，於1898年動工，1900年1月1日落成。胡志明市大劇院的建築受法蘭西第三共和國華麗的建築風格影響，其建築結構參考了巴黎歌劇院，正面的拱券受到了小皇宮的影響。1943年正面的一些裝飾和雕塑被移除。1944年在同盟國對日軍的空襲中遭到轟炸。1954年奠邊府戰役結束、日內瓦會議最後宣言簽署以後，本劇場曾被用作安置從北越逃亡的法國難民的寮屋。1955年，本劇場成為越南國國會乃至越南共和國的下議院議場。
1975年，北越共產軍隊越南人民軍佔領西貢（胡志明市舊名）以後，越南南方共和國在這裏召開了第一屆人民代表大會。1976年越南統一以後，這座建築恢復了文藝設施的功能。1998年為慶祝胡志明市300週年，這座建築的正立面被復原。